# Jacques Warnier
Jacques Warnier, né le 14 décembre 1901 à Reims, et mort le 25 avril 1966 à Neuilly-sur-Seine, est un patron du textile français, qui a milité pour un corporatisme chrétien et fondé ou présidé plusieurs associations des années 1930 aux années 1960.

## Biographie

### Un patron catholique
Jacques Warnier est le petit-fils de Jules Warnier, député de 1871 à 1876, et le fils aîné d'André Warnier (1869-1926), négociant à Reims, et de Cécile Duché (1878-1931), héritière d'une dynastie d'industriels du textile qui a fait fortune dans la confection de châles en cachemire. Ses parents sont catholiques : son père a été membre fondateur de la Mutualité ecclésiastique rémoise et sa mère a soutenu financièrement le sanatorium du clergé. L'un de ses frères, Paul (1902-1966), est ordonné prêtre en 1928. 
Jacques Warnier entre en 1923, après son service militaire,, dans l'entreprise familiale Warnier-David de Reims, une société de négoce de tissus de laine, fondée en 1838. Il succède à son père en 1927. Il est allé aux États-Unis en 1924 et en est revenu effrayé par la société capitaliste américaine. La société de négoce qu'il dirige achète en 1931 une usine de tissage à Reims, impasse de la blanchisserie, à proximité de la rue de Cernay, où se situaient les bureaux de l'entreprise depuis 1860. L'entreprise emploie 100 personnes en 1934, 97 en 1950 et 174 en 1968,,.
Il épouse à Paris le 12 octobre 1929 Germaine Durand-Viel (1904-1996), fille du vice-amiral Georges Durand-Viel, commandant l'école de guerre et le Centre des hautes études navales, futur chef d'état-major de la Marine en 1931,. Il est père de 6 enfants. Il quitte le domaine familial de Vrilly, proche de Reims, pour Paris après la Seconde Guerre mondiale. Il y loue un appartement dans le 16e arrondissement. Puis il achète en 1947 avec son épouse un château situé dans le petit village de Cuisles dans la Marne,.
Warnier-David est une firme familiale. Juridiquement, c'est une société anonyme dont le capital est aux mains des héritiers d'André Warnier et de son épouse. En avril 1933, elle est transformée en société à responsabilité limitée, au capital de 3 millions de francs divisé en trois mille parts de mille francs chacune. Jacques Warnier possède alors 338 parts, d'une valeur de 338 000 francs, son frère Paul, ecclésiastique, en possède 270, sa sœur Odette 193, le mari de cette dernière, François Hanrot, 185, un autre frère, Pierre, 150, d'autres membres de la famille en possèdent 790 et enfin, Jacques et ses quatre frères ainsi que ses deux sœurs possèdent ensemble 1 044 parts, d'une valeur de 1 044 000 francs. Jacques Warnier et son beau-frère François Hanrot (1901-1972) sont désignés gérants à cette date. Jacques Warnier l'a connu lors de son service militaire en 1921. Il l'a fait entrer dans la société vers 1922 alors que ses parents lui conseillaient de chercher un futur associé capable de le seconder car il montrait peu d'intérêt pour la gestion d'une entreprise. François Hanrot, fils d'un notaire rémois, a épousé Odette Warnier (1904-1973) en 1924,. Jacques Warnier s'intéresse peu à son entreprise et s'absente souvent, d'où des conflits avec son beau-frère. Il s'intéresse davantage à ses divers engagements, « au prix (...) de ses deniers personnels et de son temps (et) aux dépens de sa vie de couple, de sa famille et de ses loisirs ».
C'est à partir des années 1930 qu'il commence à prendre des responsabilités sociales et à fonder des associations. À Reims tout d'abord. Il fonde ou intègre en 1934 avec un groupe d'amis, dont un théologien, un petit cercle catholique qui publie des Cahiers, la Société de Saint-Louis. Cette adhésion vient à la suite d'un drame familial : la mort en 1933 de son premier fils, né l'année précédente. Warnier accède en 1935 au secrétariat social du diocèse de Reims, qui a pour mission de coordonner et d’activer les œuvres sociales catholiques, et d’en susciter d’autres. Il est chargé à ce titre en 1936 d'accueillir l’archevêque de Reims Emmanuel Suhard, de retour de Rome où il a été élevé au cardinalat. Dans son discours, il évoque « la France et le monde entier (qui) expient lourdement depuis de longues années la grande erreur matérialiste d’une humanité qui a cru pouvoir dans son orgueil rejeter Dieu ». « Faisons passer au second plan nos préférences politiques », demande-t-il ; « oublions nos préjugés de classes ». « Les privilèges de classes » ne se justifient que « par des responsabilités et des devoirs effectifs ». Il fustige « les erreurs dénoncées par les papes », « le capitalisme libéral ou son héritier direct le socialisme », deux systèmes qui sous prétexte de liberté ou de justice créent la licence et l’oppression » ». Il est de ces catholiques « qui veulent refaire un ordre social juste ». Un ordre dans lequel les intérêts « temporels et spirituels » des patrons et des ouvriers sont liés car « patrons chrétiens et ouvriers trouvent le principe de l’unité dans l’esprit surnaturel qui les anime » ; leur « union s’effectue concrètement sur les encycliques pontificales ». Il convient donc d’agir pour « rendre intentionnellement possible à chacun l’expression pleinement chrétienne de sa fonction au lieu de revendiquer parfois des mesures incompatibles que l’économie libérale ne permet pas d’appliquer ».
Marqué donc par la doctrine sociale de l'Église, il montre une empathie pour les pauvres et méprise certains bien-pensants de son milieu social bourgeois. Il écrit ainsi à sa femme en mars 1936 : « Rien ne soulève plus ma colère que le « bien-pensant » lecteur de L'Écho de Paris et qui, fort du fait qu’il pense bien, agit avec un cynique égoïsme, et laisse dominer toute sa vie par la question d’argent. Ceux-là m’exaspèrent, parce que s’ils perdaient cette coquille d’égoïsme et de préjugés, je les sentirais mieux ». 
Il entre en 1935 au conseil d'administration de la Société des amis du vieux Reims. Il préside aussi à Reims, à la même époque, l'association Les Amis des arts.
Jean-Pierre Warnier, son fils, qui s'appuie sur la correspondance privée et les carnets de son père, le présente comme « un enfant de la Grande Guerre, catholique intransigeant, catastrophé par la destruction de sa ville natale de Reims, par le spectacle des champs de bataille de la Marne et de la propriété familiale réduite à l’état d’épave (...) antisémite de bibliothèque, (...) persuadé que Juifs, francs maçons et bolcheviques complotaient contre l’Occident chrétien ».

### Un militant du corporatisme
Warnier est à la fois « un praticien et un théoricien du corporatisme chrétien ». Il fonde en 1936 et anime l’Alliance corporative des industries textiles de Reims et de la région, qui est une des premières tentatives de concrétiser l'espoir d'« organisation de la profession » et de collaboration entre patrons et employés, en réaction aux grèves de 1936 et au Front populaire. Elle fédère les patrons des diverses branches du textile. Et elle associe des patrons, des cadres et des agents de maîtrise, pour gérer ensemble des questions surtout sociales (conditions de travail, apprentissage) et fournir aux employés des aides sociales, grâce à une caisse alimentée par des cotisations. Les ouvriers n'en font pas partie, du fait des conditions politiques, psychologiques et économiques, mais leur intégration est espérée,,,,. 
Il milite à Reims - il préside le Centre interprofessionnel de Champagne-Nord des Métiers français - , et à l'échelon national à l'association Les Métiers français. Ce « Mouvement national pour la corporation » a été initié par le « comte de Paris » Henri d'Orléans (1908-1999) et soutenu par son périodique, Courrier royal, auquel Warnier collabore. Le mouvement « Métiers français » est un mouvement corporatiste fondé en octobre 1935. Le « comte de Paris » avait demandé l’union des Français sur les bases de leur métier, pour élaborer les bases d’une « société nouvelle basée sur le travail et la justice » et sauver « le patrimoine matériel et spirituel du pays ». Parmi ceux qui ont répondu à son appel figurent Pierre Nicolle, Warnier, Jean Le Cour-Grandmaison de la Fédération nationale catholique, Lévis-Mirepoix, Jean de Fabrègues, André Voisin, futur dirigeant de La Fédération. Ils s’appuient sur l’enseignement du christianisme social de René de La Tour du Pin et des encycliques pontificales. Le « comte de Paris » a ordonné fin 1937 de dissoudre l’organisation centrale des Métiers français et de maintenir les centres locaux qui peuvent vivre sur leurs ressources,,,. Warnier présente son expérience précorporatiste rémoise lors du deuxième congrès de cette association en 1937. Il l'a aussi présentée dans le périodique Le Corporatisme et dans des conférences, comme par exemple à Nancy ou à Lyon. Warnier est alors convaincu que « l’anarchie libérale ne pouvait plus durer, mais qu’elle n’était pas à remplacer par une économie caporalisée que l’État s’efforcerait de diriger ». Réponse à la crise des années 1930 et du libéralisme orthodoxe, son corporatisme se voulait aussi « un barrage » à l’étatisme. 
Dès 1935, il souhaite « l’organisation à la fois sociale et économique des professions en « corporations » se gérant elles-mêmes », fondée sur des « corps professionnels dirigés par une représentation qualifiée des patrons, des techniciens, des employés, des ouvriers permettant la collaboration effective des divers éléments sociaux de la profession, dans un esprit de communauté d’intérêts indispensable au relèvement moral et économique du pays ». Avec comme arbitre « un pouvoir politique capable de rendre impartialement la justice, dégagé donc de la pression des partis aussi bien que de celle de l’argent ». Un capitalisme « assaini » mettrait un terme à « l’irresponsabilité et l’anonymat », concrétisés par la société anonyme. Car, selon Warnier, « il faut à toute entreprise un chef, mais un chef pleinement responsable » et « l’entreprise, qui est une communauté de travail, ne doit pas être à la merci du seul pouvoir d’un argent anonyme ». Le but devant permettre de retrouver « la notion chrétienne de l’homme ».
Il intègre au printemps 1937 une association patronale, le Comité central de l’organisation professionnelle (CCOP), fondé l'année précédente à Paris afin de promouvoir l’idée corporatiste auprès du patronat, puis contribue à fonder le Centre des jeunes patrons (CDJ), né en 1938 et présidé par Jean Mersch. Selon Warnier, l'enjeu est simple : « faire peut-être l’économie d’une révolution rouge ». Il préside à Paris en 1938 une conférence donnée par d'autres militants du corporatisme, tel Pierre Baruzy.
Mobilisé en 1939 dans l'artillerie, il est blessé dans les Vosges en juin 1940, à Xertigny, et fait prisonnier par les Allemands. Sa femme se rend dans les Vosges pour le retrouver. Il est transféré à Nancy pour y être soigné, d'où les Allemands le laissent partir en octobre. Il a bénéficié de l'appui de plusieurs personnes, comme l'industriel protestant du textile vosgien Georges Laederich. Il est décoré de la Croix de guerre 1939-1945 et, en décembre 1947, de la Légion d'honneur, à titre militaire,. 
Ce catholique intransigeant, marqué par les combats et la défaite, estime être appelé à faire partie d’un ordre de chevalerie catholique qui assurera le salut de la France et de la chrétienté. Il réfléchit dès 1939 à constituer une nouvelle Société de Saint-Louis et cherche à la mettre en place dès novembre 1940, sous le nom d’Ordre de Notre-Dame de France, qu'il fonde à Paris en juillet 1941.
Il préside à partir de décembre 1940 la section rémoise du Centre des jeunes patrons ainsi que le Comité de liaison des sections de province à partir d’octobre 1941. Cette année-là, dans le contexte des réflexions menant à la mise en place de la Charte du travail (octobre 1941) et à la suite du discours du maréchal Pétain à Saint-Étienne du 1er mars 1941, annonçant la création de « comités sociaux où, patrons, techniciens et ouvriers rechercheront ensemble les solutions des problèmes actuels dans une commune volonté de justice, dans le souci constant d’apaiser par l’entraide les misères et les angoisses de l’heure », il fonde avec d'autres patrons et des militants corporatistes comme André Voisin une association, l'Office des comités sociaux. Cette association est ensuite chargée par le régime de Vichy de promouvoir la constitution des comités sociaux d'entreprises, ancêtres des comités d'entreprise fondés après la Libération. Il préside jusqu'à sa démission en 1944 la commission patronale de cet Office et préside l'association à tour de rôle avec un cadre et un syndicaliste. Il réfléchit à sa doctrine lors de conférences et dans des brochures. Il démissionne en mai 1944, refusant l'étatisation de l'OCS voulue par les syndicalistes proches du Rassemblement national populaire et par les ministres du travail, Jean Bichelonne et plus encore Marcel Déat.
Il est alors membre du comité de patronage de l'Institut d'études corporatives et sociales de Maurice Bouvier-Ajam.
Il est par ailleurs membre du Conseil de direction du principal syndicat patronal du textile, l'Union des syndicats patronaux des industries textiles de France, des années 1940 aux années 1960. Il est désigné en août 1942 par le ministre du travail Hubert Lagardelle membre de la commission provisoire d'organisation de la famille professionnelle de la fabrication des tissus et des industries similaires, créée en application de l'article 77 de la Charte du travail. C'est aussi un organisme paritaire tripartite : il y siège avec des patrons (parmi lesquels deux autres membres de la commission patronale de l'Office des comités sociaux, Georges Laederich et Marcel Doligez), des cadres et des syndicalistes ouvriers.
Il est aussi désigné membre du conseil municipal de Reims, en 1942.
En décembre 1943, il va voir la mystique Marthe Robin à Châteauneuf-de-Galaure dans la Drôme, qui le confirme dans ses détestations (le communisme notamment) et dans sa conviction d'avoir un rôle à jouer pour le salut de la France et de la chrétienté. Il intègre une société de pensée secrète, appelée « S ». Il y retrouve des membres de l'Ordre de Notre-Dame de France. Elle compte une centaine de membres, tous catholiques convaincus, à la fin de l’Occupation.

### Un engagement poursuivi après la guerre: CJP et CRC
Warnier reste marqué par l'enseignement millénariste de Marthe Robin dans les années qui suivent la Libération et par sa hantise du communisme. Il lui rend visite plusieurs fois. Son fils Jean-Pierre Warnier explique notamment cette adhésion à l'enseignement de Marthe Robin par un trauma de guerre, cumulant les effets des deux guerres mondiales. 
Jacques Warnier devient le président de la société secrète « S » à la fin de l'année 1945. Elle compte environ 70 membres en 1948. Les autres principaux animateurs sont des patrons (Guy Raclet, futur président du CJP, l'éditeur Yvon Chotard), des cadres (André Romieu, ancien de l'Office des comités sociaux), l'ingénieur Maurice Cambois, le journaliste Jean de Fabrègues. Warnier les appelle à « refaire de la France une nation chrétienne et puissante » et fustige les « forces du mal », parmi lesquelles le communisme russe et la « démocratie sociale des juifs anglo-saxons ». 
S'il abandonne après la guerre le vocable corporatiste, il n'en continue pas moins à militer au sein du Centre des jeunes patrons (futur Centre des jeunes dirigeants d'entreprise), qu'il préside d'ailleurs de 1947 à juin 1949,,. Il est toujours opposé aussi bien à l'individualisme libéral qu'au dirigisme alors triomphant. Membre en 1946 du comité de constitution qui a fondé le Conseil national du patronat français (CNPF) en 1946, il a pu critiquer le conservatisme de ce syndicat patronal, notamment en 1949. Il appelle au sein du CJP à la mise en place d'une économie humaniste, au service de l'homme et non du profit, soulignant qu'il convient pour les patrons de ne pas se contenter de « mettre leur conscience en paix par le moyen bien connu de réalisations sociales appliquées comme les emplâtres à des structures économiques auxquelles on se garde bien de toucher, parce qu'en le faisant, on attaquerait le vrai problème ». De même, il rappelle aux patrons les exigences de l'humanisme chrétien face aux progrès techniques : la technique ne doit pas oublier l'homme et le considérer comme une chose.
Il est l'un des cofondateurs en 1950 d'une revue trimestrielle, Sources, et l'un de ses gérants, aux côtés de catholiques « unis par le travail et l'amitié et désireux de faire passer leur foi dans leurs actes », comme l'économiste Louis Salleron, qui milita aussi pour un corporatisme chrétien, Henri Migeon, cadre supérieur, Pierre Loyer, autre ancien partisan du corporatisme chrétien, ancien directeur du service de l'artisanat au ministère de la production industrielle au temps du régime de Vichy et ancien militant catholique antimaçon, Pierre Pasquet, de la Confédération nationale de la famille rurale, le polytechnicien Yvan Téqui. Plusieurs autres animateurs de la société « S » figurent parmi les fondateurs : Jean de Fabrègues, André Romieu (un de ses amis), Jean Daujat, Jean Predseil, secrétaire général du CDJ de 1944 à 1952 et futur délégué général du CRC, autre proche de Warnier,. C'est une énième revue de la troisième voie, entre libéralisme et socialisme. Cette revue est selon Olivier Dard le dernier bastion d’un corporatisme sur le déclin après la guerre.
En 1951, il gagne à nouveau les États-Unis à l'occasion d'une mission de l'Association française pour l'accroissement de la productivité, aux côtés notamment d'autres patrons ; il est alors frappé par le niveau de vie des salariés américains et les logements modernes de ses hôtes. Sa maitrise de l'anglais le sert. C'est lui qui rédige le rapport à l'issue du voyage. Son texte contient des affirmations nouvelles sous sa plume. Il valorise désormais le capitalisme américain, écrivant ainsi : « L’expérience américaine actuelle constitue une des tentatives les plus extraordinaires qui soit pour résoudre les contradictions du capitalisme ». Il ne critique plus le matérialisme américain et adhère à la démocratie parlementaire, qu'il rejetait auparavant : « La diffusion et la mise à la portée d’un large public des connaissances et des faits économiques doivent être considérées comme essentielles et comme la condition même du maintien si ce n’est de la réalisation de la démocratie. » Il compte sur le gouvernement pour « élaborer sur des bases solides et en collaboration avec le patronat et les syndicats une politique économique et sociale constituant un ensemble cohérent ». Il formule le projet d’un institut de formation continue pour les patrons et cadres d’entreprises qui contribuerait à l’élaboration de la politique en question : ce sera le CRC. 
Son séjour aux États-Unis est une rupture. Il se convertit à la modernité industrielle, politique et scientifique et à l’american way of life et s’affranchit aussi bien de son passé corporatiste que du « millénarisme apocalyptique » de Marthe Robin, dont il n'est plus guère question dans sa correspondance après 1952. Il s’affranchit également de la « S » qui semble disparaitre à la fin de l'année 1952. La revue Sources, qui n'avait que quelques centaines d'abonnés, cesse de même de paraitre en 1953.
Il adhère à sa fondation en 1952 au groupe français du Comité européen pour le progrès économique et social (CEPES), fondé avec l'appui de patrons américains et de la Ford Foundation, mais il n'intègre pas son comité directeur et n'en est plus membre en 1955. La même année, il mène avec Georges Villiers, président du Conseil national du patronat français, des discussions qui débouchent l'année suivante sur la fondation d'un club de réflexion patronal, le Centre de recherche des chefs d'entreprise (CRC),. Villiers et Warnier veulent que le CRC réponde à deux objectifs complémentaires : proposer des sessions d’études aux patrons et aux cadres voulant recevoir un enseignement pratique des techniques managériales d’une part, et d’autre part organiser un « lieu de réflexion en commun sur des grands problèmes d’intérêt général ». Warnier y voit l'occasion de mettre en œuvre ses convictions sur la nécessité pour les patrons et les cadres de discuter sur les aspects psychologiques, sociaux et économiques de l'entreprise, et de se former aux méthodes d'organisation et de direction des entreprises. Il écrit dans la revue du CJP en 1954 : « Le CRC sélectionne des chefs d’entreprise ayant une grande responsabilité ou un large rayonnement, et leur propose un entrainement idéologique ». Il rédige les statuts du CRC et en prend la présidence en février 1953, malgré une santé fragile. Il est secondé par deux vice-présidents, Alfred Landucci, président de Kodak-Pathé (par ailleurs vice-président du groupe français du CEPES), et Emmanuel Mayolle, vice-président du CNPF. 
Le CRC organise des sessions d'informations pour les cadres, à Annet-sur-Marne du printemps 1954 à novembre 1955, puis au château de Jouy-en-Josas, acheté par une société civile immobilière constituée en décembre 1951 par Warnier et ses amis, et tient des séminaires de recherche doctrinale, dans le cadre de la « section d’études générales du CRC », rassemblant les patrons membres de l’association. De ces séminaires résulte un rapport, écrit par le président des trois groupes d’études mis en place. Ces groupes sont présidés par Paul Huvelin, futur président du CRC puis du CNPF, qui préside la section générale, Marcel Demonque et Pierre Grimanelli. Ces patrons ne sont que 21 à l'origine. Parmi eux, on trouve René Norguet, Rolf Nordling, président du CNOF, Georges Laederich (autre vice-président du comité français du CEPES), ainsi que des métallurgistes comme Raoul de Vitry, Jacques Lenté, Roland Labbé, président de l'UIMM. Les Cahiers du CRC, issus des séminaires, sont publiés à partir de 1956.
Alors que l'emprise du CNPF sur le CRC se renforce, les relations entre Warnier et Villiers, conseillé par le docteur André Gros et que Villiers a imposé au CRC, se détériorent. Ce qui conduit Warnier à quitter le CRC en 1957, d'autant qu'il est frappé par un infarctus cette année-là. Il prépare cependant sa succession, proposant pour lui succéder Arnaud de Vogüé, le président de Saint-Gobain, qui devient en 1958 le nouveau président du CRC. L'Institut de l'entreprise remplace le CRC en 1975.
À partir de 1959, Warnier préside la Fédération française du tissage de la laine, jusqu’à ce qu’un infarctus du myocarde le frappe à nouveau en 1964.